# Радкув
Ра́дкув (пол. Radków, нім. Wünschelburg) — місто в південно-західній Польщі, в центральних Судетах.
Належить до Клодзького повіту Нижньосілезького воєводства.

## Демографія
Демографічна структура станом на 31 березня 2011 року:
|          | Загалом | Допрацездатний вік | Працездатний вік | Постпрацездатний вік |
| -------- | ------- | ------------------ | ---------------- | -------------------- |
| Чоловіки | 1221    | 225                | 892              | 104                  |
| Жінки    | 1300    | 205                | 767              | 328                  |
| Разом    | 2521    | 430                | 1659             | 432                  |

## Галерея

Церква Св. Доротеї
Церква Св. Андрія
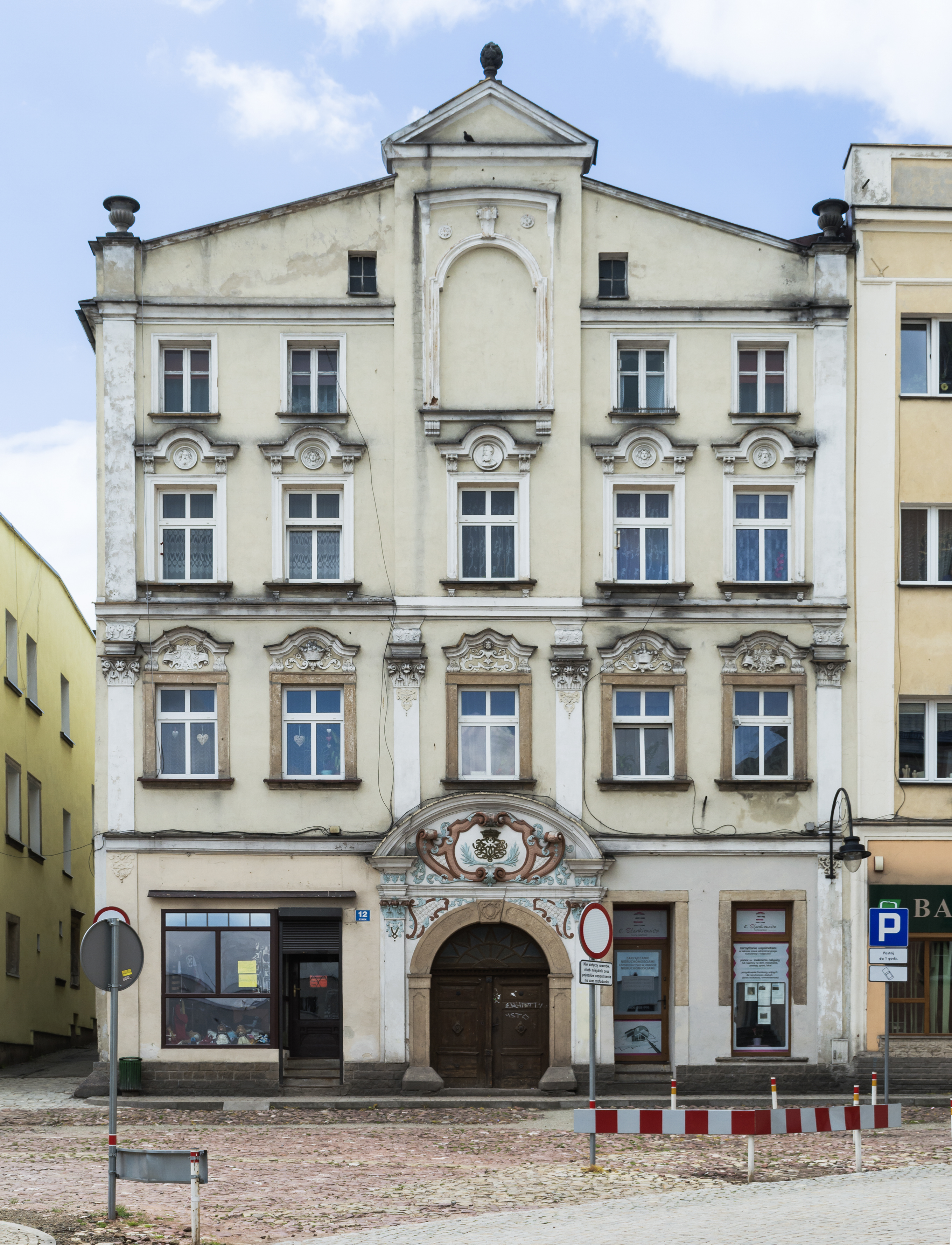
Старий будинок
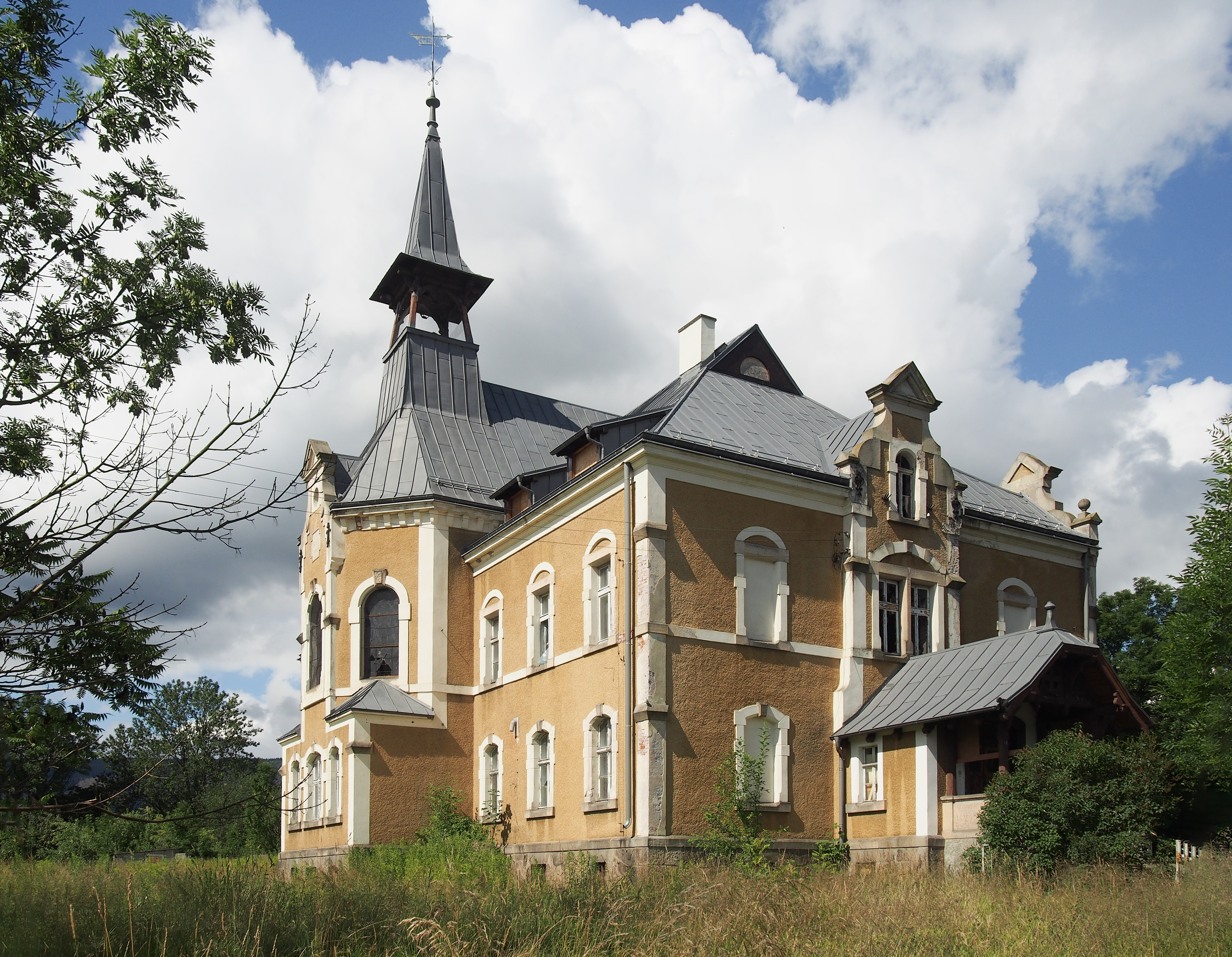
Старий будинок
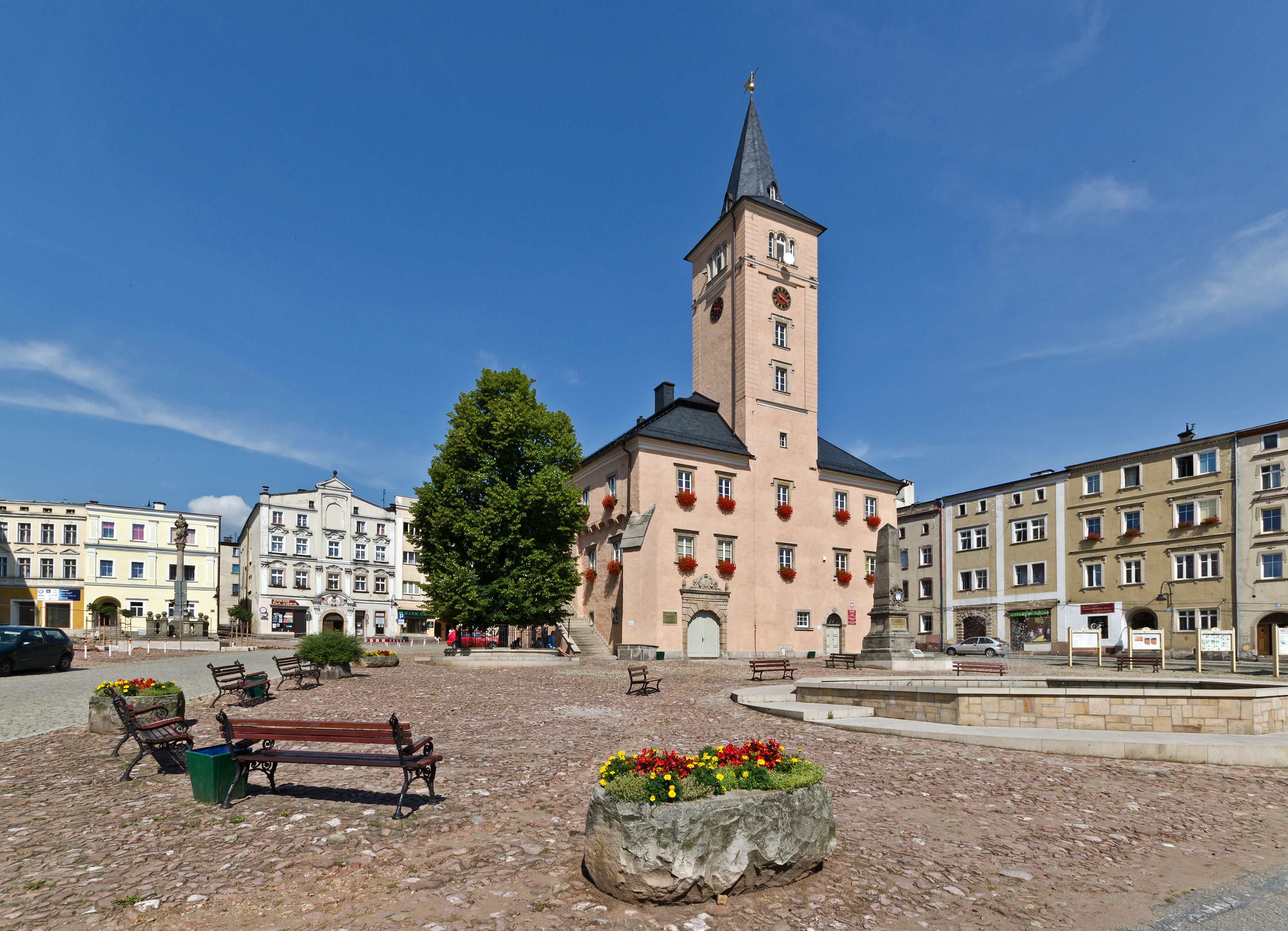
Ратуша и ринкова площа
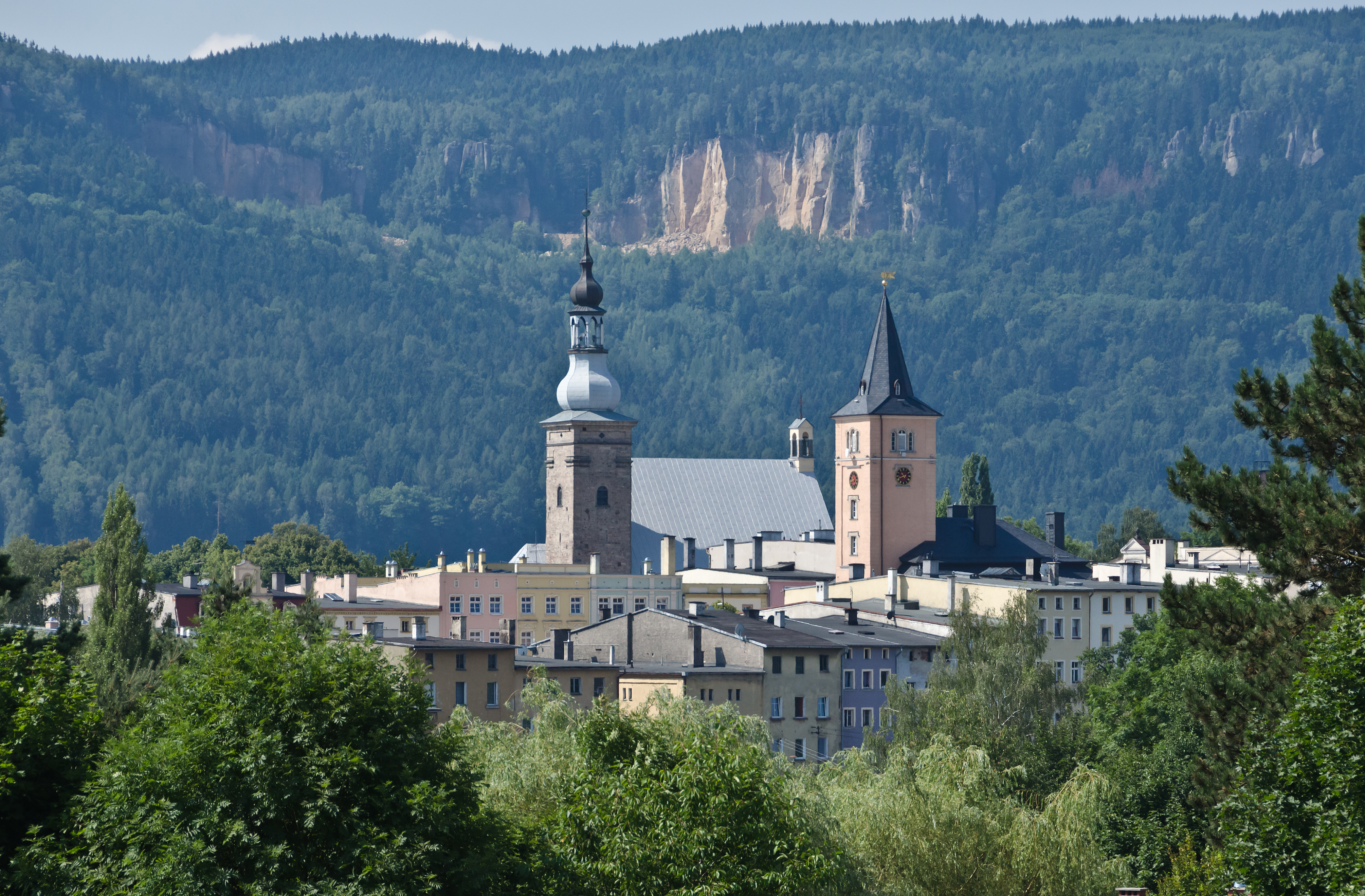
Вид на місто
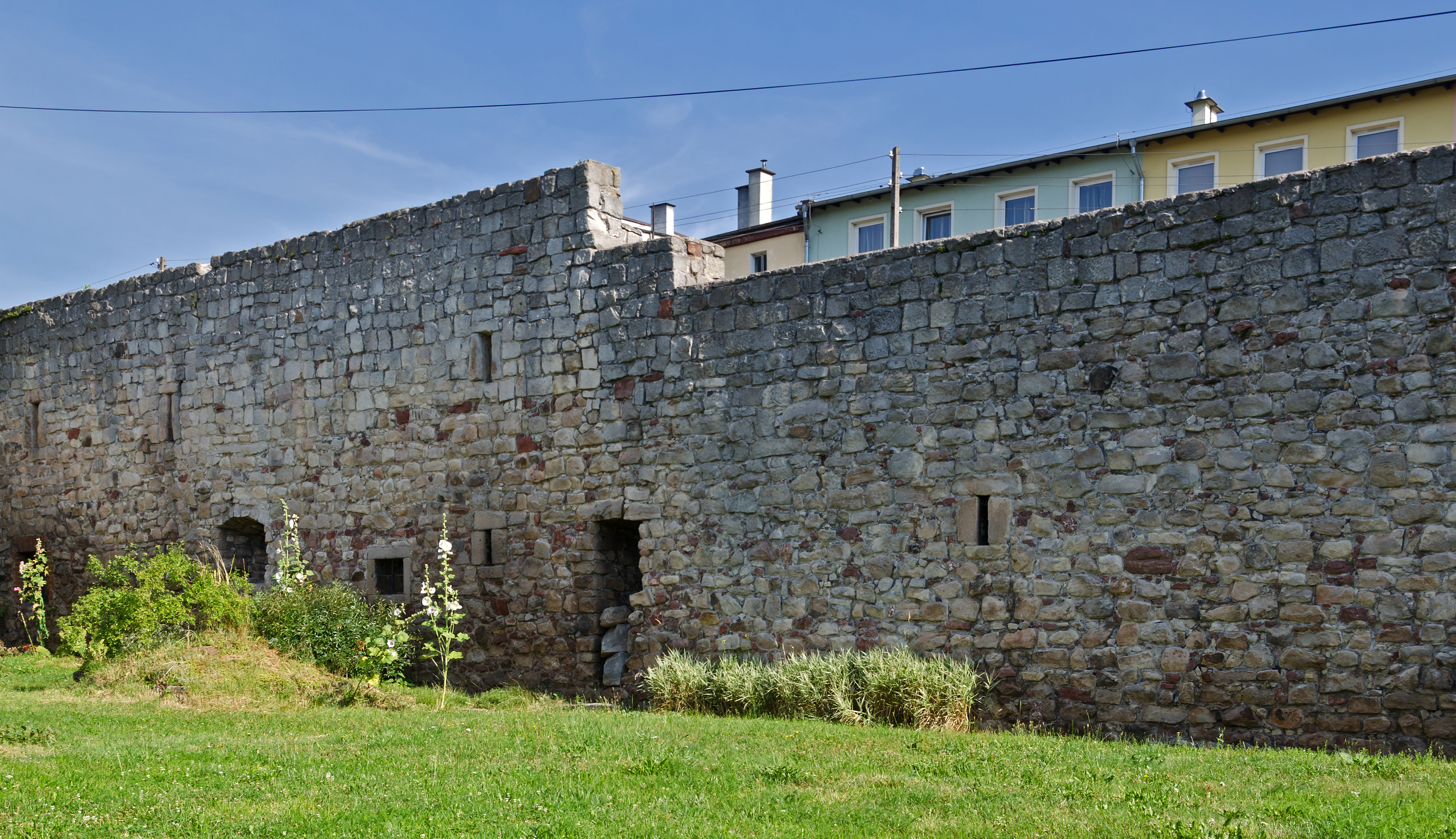
Стара міська стіна